# 한남뉴타운
한남뉴타운(Hannam Newtown)은 서울특별시 용산구 한남동에 조성된 뉴타운 사업이다.

## 같이 보기
- 용산뉴타운